# فيليب دومنك
فيليب دومنك (بالفرنسية: Philippe Doumenc)‏ كاتب ولد بباريس في 21 أبريل 1934. حصل على جائزة رينودو الأدبية عام 1989 من خلال روايته الأولى Les Comptoirs du Sud.
وهو حفيد الجنرال الفرنسي أيمي دومنك (1880-1948).